# Imazu Yuta
Yuta Imazu (sinh ngày 8 tháng 7 năm 1995) là một cầu thủ bóng đá người Nhật Bản.

## Sự nghiệp câu lạc bộ
Yuta Imazu đã từng chơi cho Ventforet Kofu.